# Astragalus gracilis
Astragalus gracilis es una especie de planta herbácea perteneciente a la familia de las leguminosas. Es originaria de Norteamérica. 

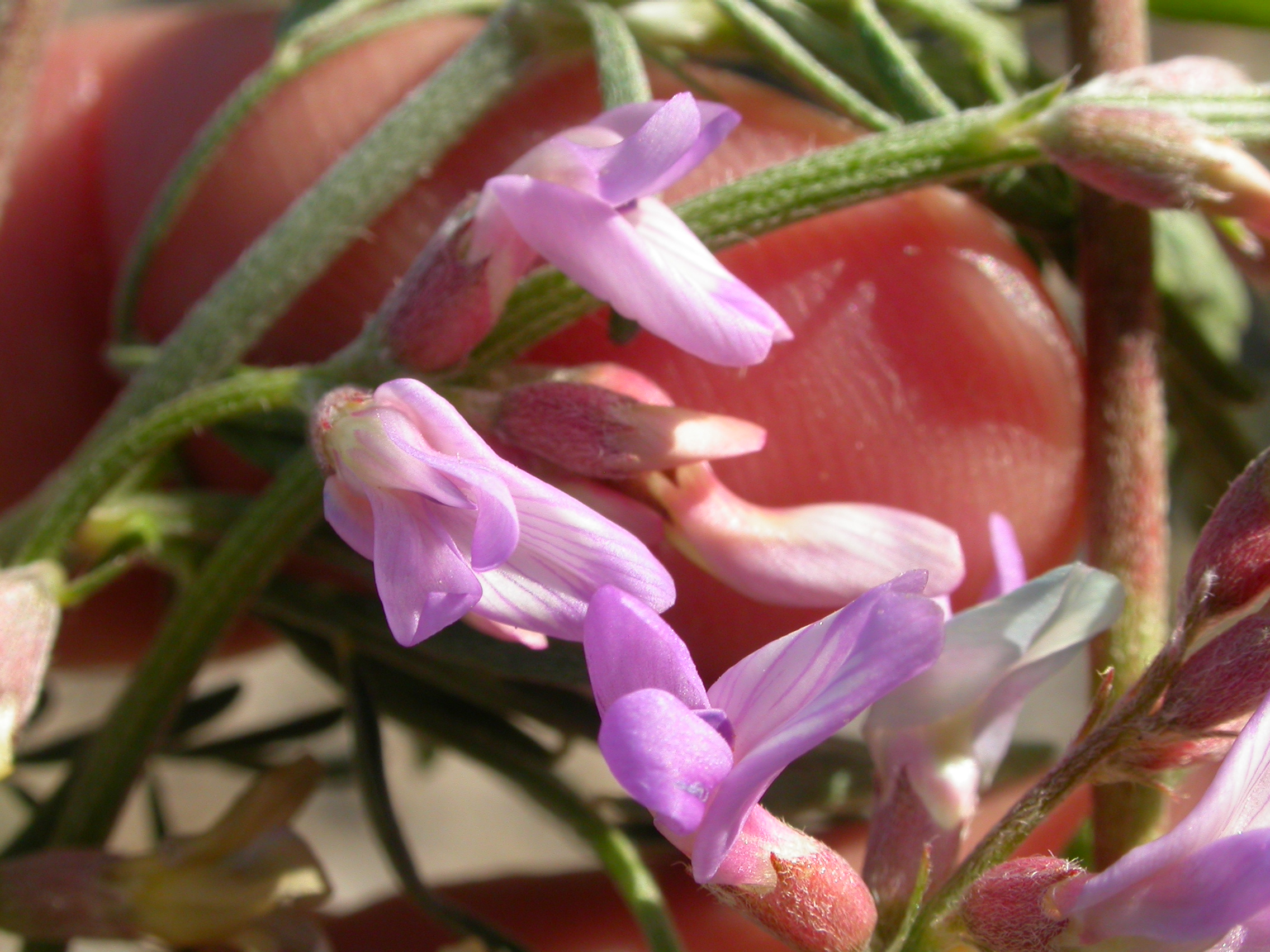
Vista de las flores

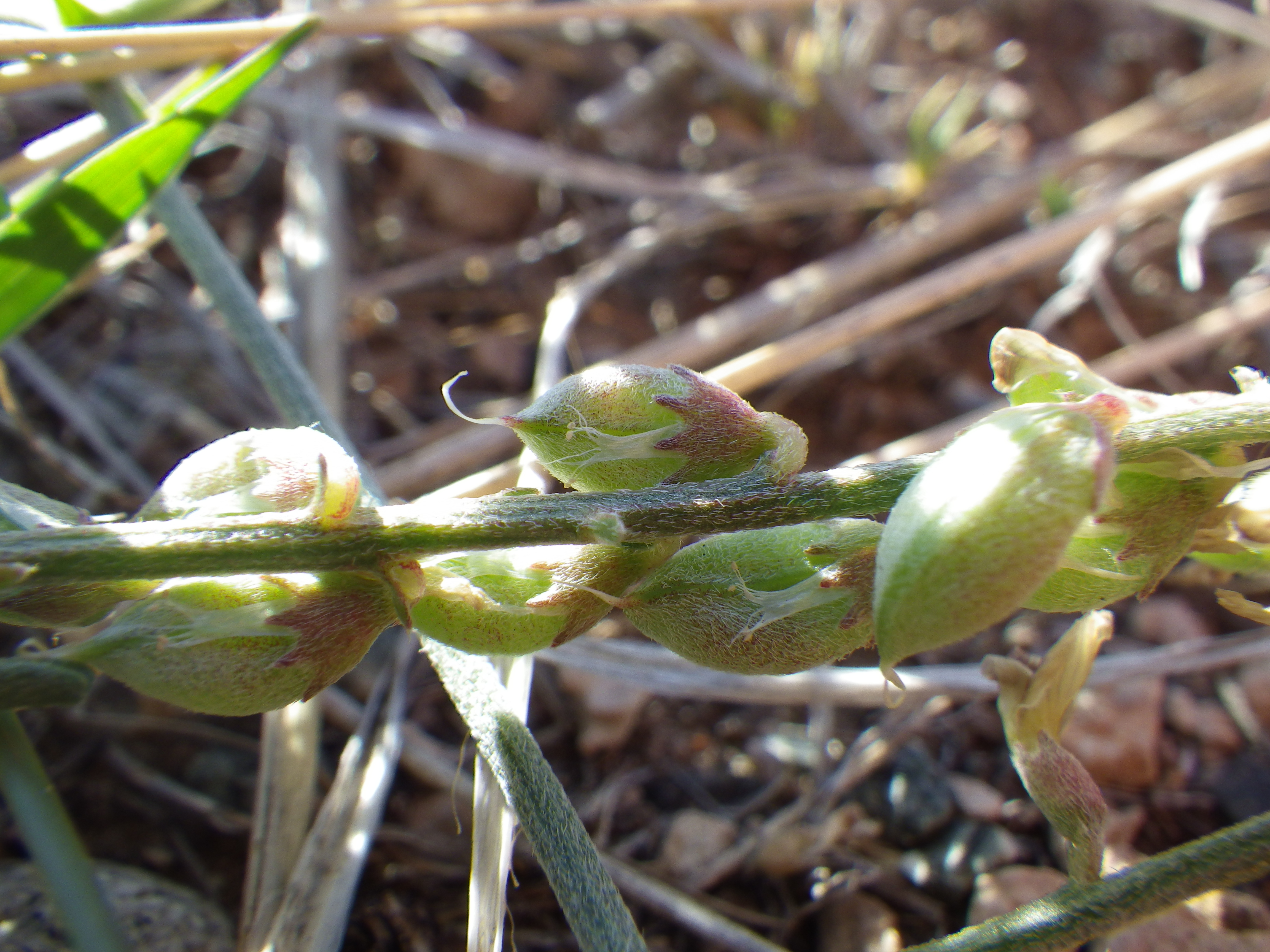
Frutos

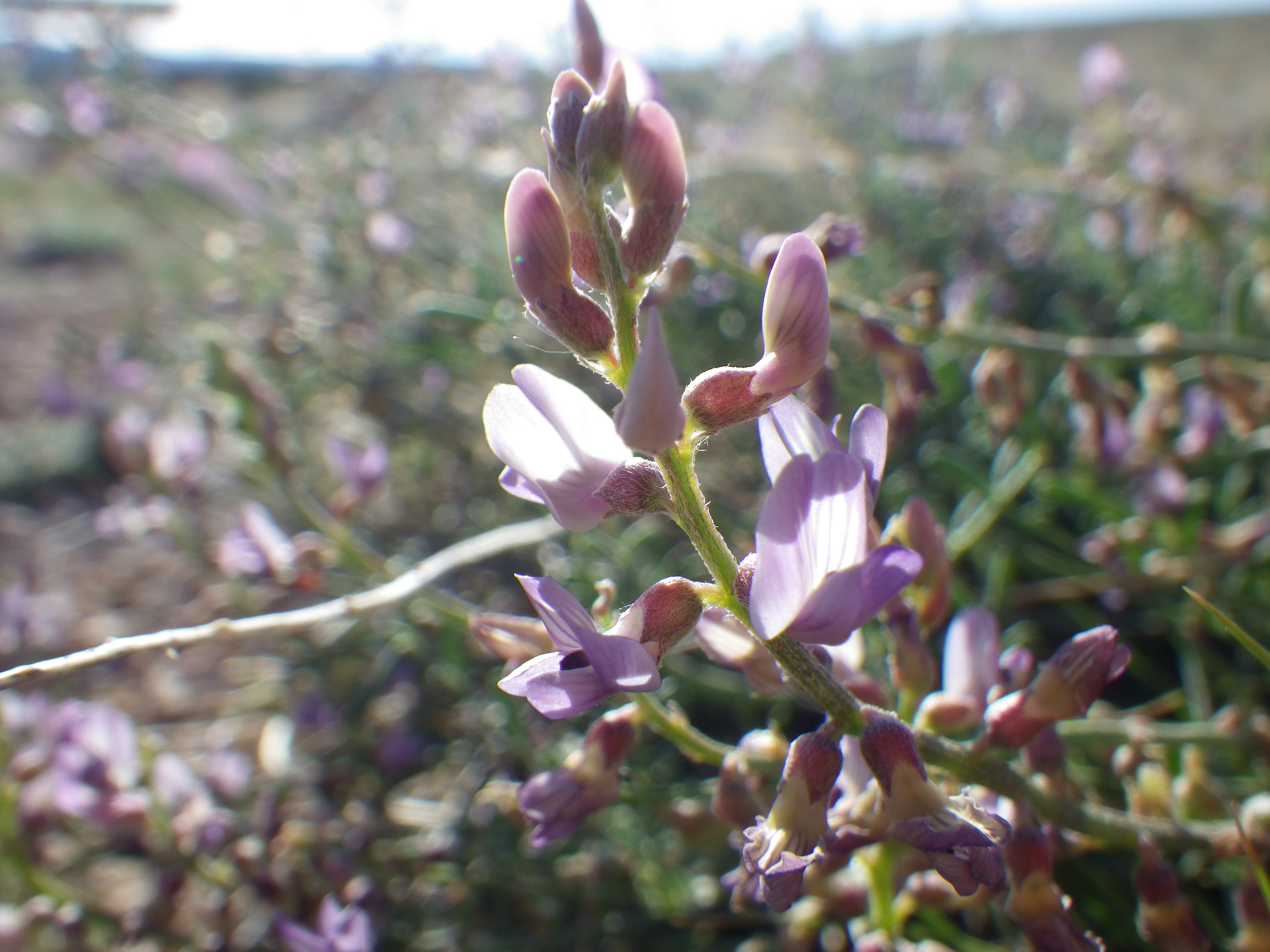
Vista de la planta

## Distribución
Es una planta herbácea perennifolia que se encuentra en Estados Unidos y Canadá.

## Taxonomía
Astragalus gracilis fue descrita por Thomas Nuttall y publicado en The Genera of North American Plants 2: 100. 1818.
Etimología
Astragalus: nombre genérico derivado del griego clásico άστράγαλος y luego del Latín astrăgălus aplicado ya en la antigüedad, entre otras cosas, a algunas plantas de la familia Fabaceae, debido a la forma cúbica de sus semillas parecidas a un hueso del pie.
gracilis: epíteto latíno que significa "delgada, esbelta"
Sinonimia
- Astragalus gracilis var. erectus Hook.
- Astragalus gracilis var. parviflorus (Pursh) F.C.Gates
- Astragalus microlobus A.Gray
- Astragalus microphacos Cory
- Astragalus parviflorus (Pursh) MacMill.
- Astragalus parviflorus var. microlobus (A.Gray) M.E.Jones
- Astragalus parvifolius (Pursh) Nutt. ex A. Gray
- Dalea parviflora Pursh
- Microphacos gracilis (Nutt.) Rydb.
- Microphacos microlobus (A.Gray) Rydb.
- Microphacos parviflorus (Pursh) Rydb.
- Phaca microloba (A. Gray) Britton
- Psoralea parviflora (Pursh) Poir.
- Tragacantha microloba (A.Gray) Kuntze
- Tragacantha parviflora (Pursh) Kuntze[4][5]